# Bloody Code

Le Bloody Code (en français, le « Code sanglant ») est un terme faisant référence au système de lois et châtiments en vigueur en Angleterre entre 1688 et 1815. Ce nom n'est pas utilisé à cette époque mais est donné plus tard, en raison de l'augmentation du nombre de crimes punis par la peine de mort.

## Historique
En 1688, environ 50 infractions pouvaient faire encourir la peine de mort. Ce nombre a régulièrement augmenté au fil du temps, jusqu'à avoir quadruplé en 1776, pour finalement atteindre quelque 220 infractions passibles de mort vers la fin du XVIIIe siècle.
William Blackstone pouvait ainsi remarquer dans ses Commentaires que « c'est une vérité mélancolique que, parmi les nombreuses actions que les hommes commettent quotidiennement, pas moins de cent soixante ont été déclarées par une loi du Parlement comme félonnes sans privilège clérical ou en d'autres mots, passibles d'exécution immédiate. »
Cette hausse est principalement due à l'augmentation de lois protégeant la propriété de la noblesse et de la bourgeoisie, couplée avec une attitude dure envers la délinquance et le manque de moyens efficaces afin de punir et de dissuader les éventuels criminels, la prison n'étant alors pas un mode de sanction et la police, inexistante.

## Crimes & infractions concernées
Parmi les crimes punis de mort figuraient des infractions telles que la trahison, le meurtre, l'incendie ou le viol, ainsi que l'effraction (burglary), le vol avec violence (robbery), le grand larcin (great larceny) — défini comme le vol de biens valant plus de 12 pences, seuil défini au Moyen Âge et qui a subi l'effet de l'inflation — ou le vol de bétail et de chevaux.
Certaines infractions d'aspect folklorique telles que « se faire passer pour un pensionnaire de Chelsea » ou « forte preuve de malice (méchanceté) chez un enfant âgé de 7 à 14 ans » étaient également punies de mort. Le Black Act, passé en réponse aux agissements de bandes de braconniers nommés les Blacks, introduit à lui seul 50 nouveaux crimes capitaux tels que se noircir le visage afin de commettre un crime dans les forêts, le fait de mutiler du bétail, la destruction de viviers ou le braconnage.

## Application
Toute personne commettant l'un ou plusieurs des nombreux crimes capitaux n'était pas forcément exécutée pour autant. Le fréquent usage des grâces et commutations faisait que certains criminels pouvaient échapper à la peine de mort à condition de s'engager dans l'armée ou, pour un tiers des criminels condamnés entre 1788 et 1867, d’être déportés aux colonies d'Amérique puis, après la révolution, d'Australie. De plus, les jurés étaient généralement réticents à prononcer la peine capitale notamment dans les cas de vols, réduisant les peines ou même parfois acquittant les accusés. Enfin, le privilège du clergé, dans les cas où ce droit était disponible, permettait aux primo-délinquants d'échapper à une condamnation à mort.
The Newgate Calendar publié à Londres à partir du XVIIIe siècle rapporte quantité de cas réels d'exécutions.

## Adoucissement
En 1823, le Judgement of Death Act fit de la peine capitale une peine automatique uniquement dans les cas de meurtre et de trahison. Dans les autres cas, le juge pouvait commuer de lui-même la peine en déportation à vie ou à la déportation dans les colonies.
La liste des crimes capitaux se réduit pour finir, en 1861, à se limiter au meurtre, à la trahison, l'espionnage, la piraterie ou l'incendie des entrepôts royaux (en).